# 김종석 (1982년)
김종석(1982년 12월 20일 ~ )은 대한민국의 기자이자 앵커이다. 지금은 채널 A의 정치시사프로그램 진행자로 활동하고 있다.

## 학력
- 서강대학교 경제학과

## 경력
- 채널 A 정치부 기자
- 굿모닝 A 채널 A
- 채널A 뉴스 TOP10 2019년 7월 1일~현재